# سازلی‌سو (چیلدیر)
سازلی‌سو (به ترکی استانبولی: Sazlısu) یک منطقهٔ مسکونی در ترکیه است که در چیلدیر واقع شده‌است.